# Mascaras (Gers)
Mascaras (gaskognisch: Mascaràs) ist eine französische Gemeinde mit 59 Einwohnern (Stand 1. Januar 2022) im Département Gers in der Region Okzitanien (bis 2015 Midi-Pyrénées); sie gehört zum Arrondissement Mirande und zum Gemeindeverband Cœur d’Astarac en Gascogne. Die Bewohner nennen sich Mascarassais/Mascarassaises.

## Geografie
Mascaras liegt rund 14 Kilometer westnordwestlich von Mirande und 31 Kilometer südwestlich von Auch im Süden des Départements Gers. Die Gemeinde besteht aus Weilern, zahlreichen Streusiedlungen und Einzelgehöften.
Nachbargemeinden sind Bassoues im Norden, Nordosten, Osten und Südosten, Laveraët im Süden und Südwesten, Scieurac-et-Flourès im Westen sowie Armous-et-Cau im Nordwesten.

## Bevölkerungsentwicklung
| Jahr                       | 1793 | 1846 | 1962 | 1968 | 1975 | 1982 | 1990 | 1999 | 2006 | 2017 |
| Einwohner                  | 244  | 301  | 55   | 57   | 64   | 72   | 61   | 52   | 58   | 64   |
| Quellen: Cassini und INSEE |      |      |      |      |      |      |      |      |      |      |